# Nauen
Nauen är en stad i östra Tyskland, belägen i Landkreis Havelland i förbundslandet Brandenburg, cirka 18 kilometer väster om centrala Berlin. De tidigare kommunerna Berge, Bergerdamm, Börnicke, Groß Behnitz, Kienberg, Klein Behnitz, Lietzow, Markee, Ribbeck, Tietzow och Wachow. uppgick i Nauen den 26 oktober 2003.
Nauen kallas ibland Funkstadt i marknadsföringssammanhang, syftande på stadens historia inom radiokommunikation; i Nauen finns världens äldsta radiosändarmast som fortfarande är i bruk, sedan 1906.

## Geografi
Nauen ligger i nordöstra delen av regionen Havelland.  Staden ligger 18 km väster om Berlin och 24 km norr om Brandenburgs huvudstad Potsdam.  Geologiskt ligger större delen av stadens område i norra änden av den så kallade Nauenplattan som karakteriseras av en bottenmorän skapad av inlandsis.  Området är blåsigt, vilket har lett till etablering av många vindkraftverk här.

### Administrativ underindelning

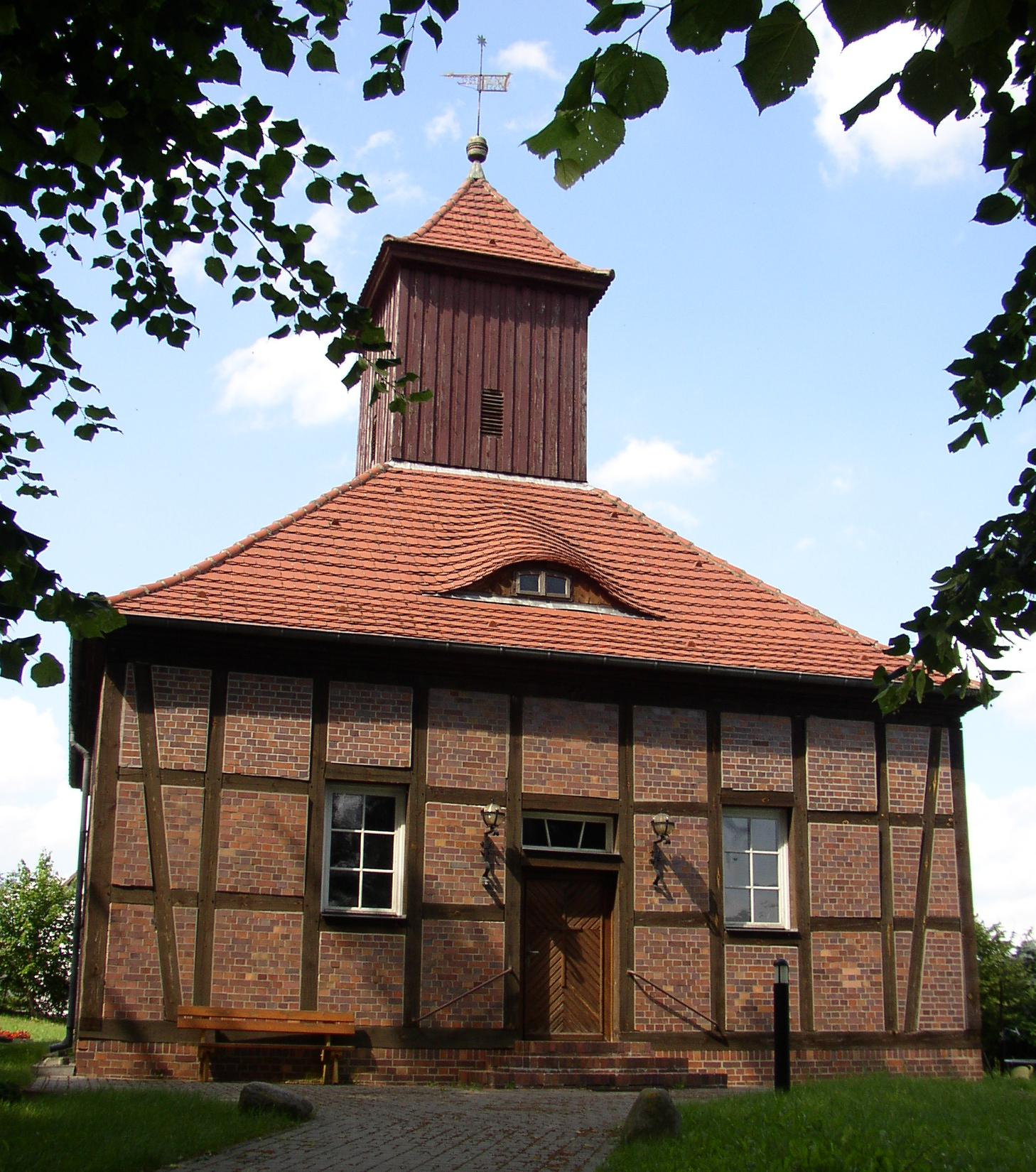
Kyrkan i Klein Behnitz

I staden Nauen ingår följande orter och byar som stadsdelar (Ortsteile):
- Berge
- Bergerdamm med Bergerdamm-Lager, Hanffabrik, Hertefeld
- Börnicke med Ebereschenhof
- Gross Behnitz med Quermathen
- Kienberg med Teufelshof
- Klein Behnitz
- Lietzow med Utershorst
- Markee med Markau, Neugarten, Neuhof, Röthehof
- Neukammer
- Ribbeck
- Schwanebeck
- Tietzow
- Wachow med Gohlitz, Niebede
- Waldsiedlung

## Historia
Nauen omnämns första gången 1186 som Nowen i ett dokument av biskop Balderam av Brandenburg.  En teori kring namnets uppkomst är att orten döptes efter orten Nauen i västra Harz av nybyggare som härstammade från den trakten. Staden fick stadsrättigheter 1292 och rätt att bedriva marknad från 1317.
Staden brändes 1414 av rovriddaren Dietrich von Quitzow. Under trettioåriga kriget förstörde år 1631 kejserliga trupper under Tilly delar av staden.
År 1675 ägde den 27 juni slaget vid Nauen rum mellan svenska och brandenburgska trupper, dagen före slaget vid Fehrbellin under upptakten till det skånska kriget.  År 1732 var kronprins Fredrik, sedermera Fredrik II av Preussen, under tre månader stationerad som bataljonskommendör i Nauen.
Staden hade ända sedan medeltiden haft en judisk befolkning.  År 1800 invigdes synagogan  på Goethestrasse 11.  Denna vandaliserades senare under Kristallnatten 1938.  År 1846 anslöts Nauen till järnvägen mellan Berlin och Hamburg. 1889 grundades stadens sockerfabrik.

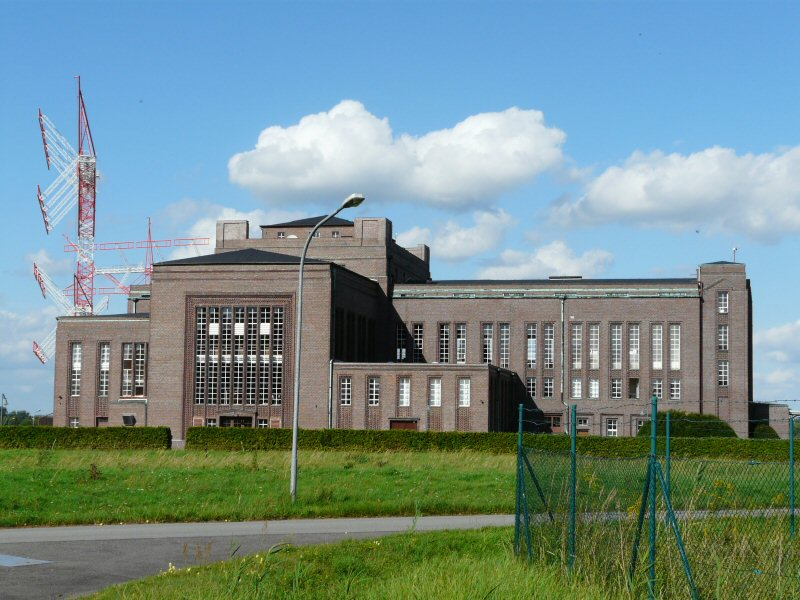
Grossfunkstelle Nauen

Från 1901 till 1961 bedrevs persontrafik på järnvägen Rathenow-Senzke-Nauen, idag nedlagd.
År 1906 byggdes Grossfunkstelle Nauen, som idag har världens äldsta radiosändarmast som fortfarande är i bruk.  Mellan åren 1933 och 1945 fanns ett koncentrationsläger för mellan 150 och 500 politiska fångar vid cementfabriken i Nauen tillhörande koncentrationslägren Oranienburg och Sachsenhausen.  Minst ett tiotal fångar mördades i lägret, och fler dog under fångenskapen.
Efter andra världskriget tillföll Nauen Östtyskland och tillhörde administrativt fram till Tysklands återförening 1990 Kreis Nauen i Bezirk Potsdam.  1993 genomfördes en administrativ sammanslagning för att bilda Landkreis Havelland, vilket gjorde att staden förlorade sin status som kreishuvudort till Rathenow.  2003 införlivades en rad mindre orter i trakten, Berge, Bergerdamm, Börnicke, Gross Behnitz, Kienberg, Klein Behnitz, Lietzow, Markee, Ribbeck, Tietzow och Wachow med Nauens stadskommun.

## Befolkning
| År   | Invånare |
| ---- | -------- |
| 1875 | 13 072   |
| 1890 | 14 330   |
| 1910 | 15 534   |
| 1925 | 18 154   |
| 1933 | 18 330   |
| 1939 | 19 448   |
| 1946 | 23 172   |
| 1950 | 24 208   |
| 1964 | 20 320   |
| 1971 | 19 688   |

| År   | Invånare |
| ---- | -------- |
| 1981 | 18 422   |
| 1985 | 18 109   |
| 1989 | 17 512   |
| 1990 | 17 140   |
| 1991 | 16 887   |
| 1992 | 16 757   |
| 1993 | 16 577   |
| 1994 | 16 397   |
| 1995 | 16 329   |
| 1996 | 16 889   |

| År   | Invånare |
| ---- | -------- |
| 1997 | 16 883   |
| 1998 | 16 793   |
| 1999 | 16 684   |
| 2000 | 16 695   |
| 2001 | 16 851   |
| 2002 | 16 945   |
| 2003 | 16 774   |
| 2004 | 16 555   |
| 2005 | 16 649   |
| 2006 | 16 674   |

| År   | Invånare |
| ---- | -------- |
| 2007 | 16 675   |
| 2008 | 16 626   |
| 2009 | 16 523   |
| 2010 | 16 684   |
| 2011 | 16 475   |
| 2012 | 16 491   |
| 2013 | 16 616   |
| 2014 | 16 761   |
| 2015 | 16 943   |
| 2016 | 17 436   |

| År   | Invånare |
| ---- | -------- |
| 2017 | 17 686   |
| 2018 | 17 967   |
| 2019 | 18 182   |
| 2020 | 18 540   |

Detaljerade källor anges i Wikimedia Commons..

## Kultur och sevärdheter
Den gamla stadskärnan är till stora delar bevarad och följer det medeltida gatunätet, med de äldsta bevarade husen uppförda under 1600-talet.  Delar av Quentin Tarantinos kontrafaktiskt historiska film Inglourious Basterds spelades in i Nauens centrum, bland annat exteriören till den restaurang där attentatet mot nazistpartiledningen i filmen planerades.
- Rådhuset, uppfört i tegelgotik  1888-91.
- Sankt Jakobskyrkan, uppförd omkring år 1400, idag stadens lutherska kyrka.
- Sankt Petrus och Paulus: Tegelkyrka i nyromansk stil, uppförd 1905/1906 för stadens katolska församling.

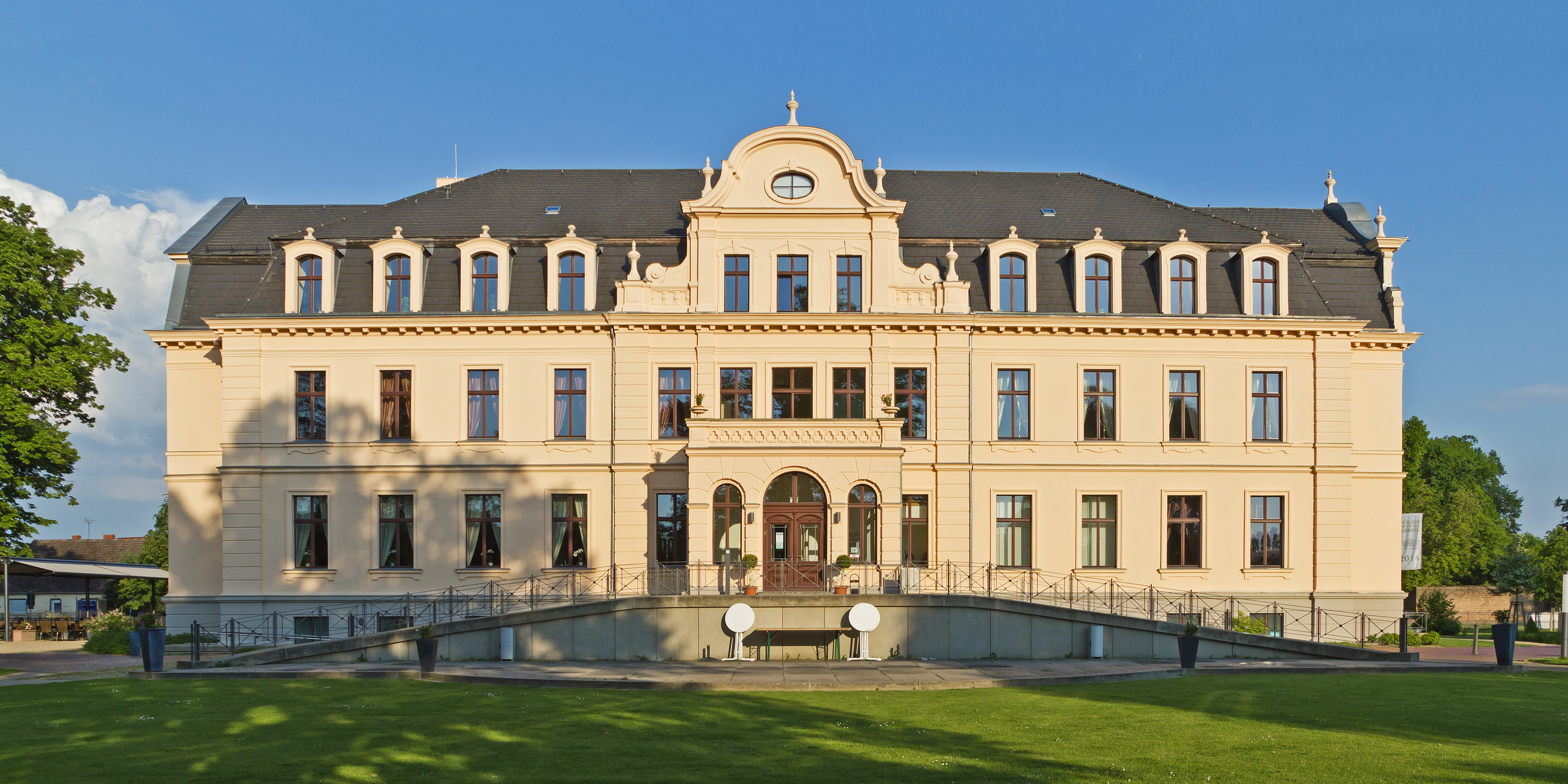
Schloss Ribbeck

- Schloss Ribbeck, med Theodor Fontane-museet.  Orten Ribbeck är i Tyskland känd genom den ofta citerade dikten Herr von Ribbeck auf Ribbeck im Havelland av Fontane.
- Vattentornet, 2006 ombyggt för bostäder.

## Kända Nauenbor
Följande personer har bott eller verkat i Nauen:
- Jürgen Drews (född 1945), schlagersångare.
- Claudia Grunwald (född 1982), friidrottare.
- Jochen Kowalski (född 1954), operasångare.
- Klaus-Dieter Kurrat (född 1955), friidrottare och OS-medaljör.